# Bantam BRC-40

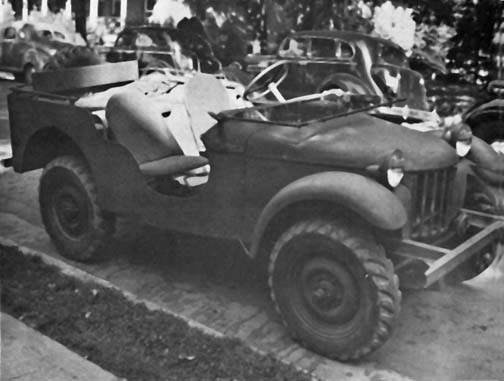
Bantam č. l

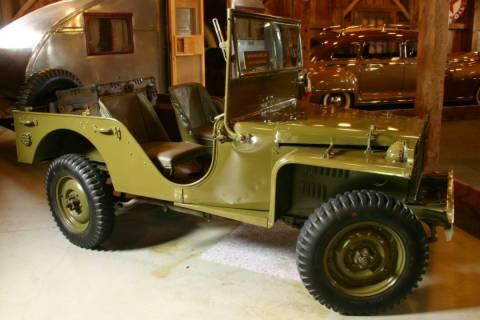
Bantam BRC-40

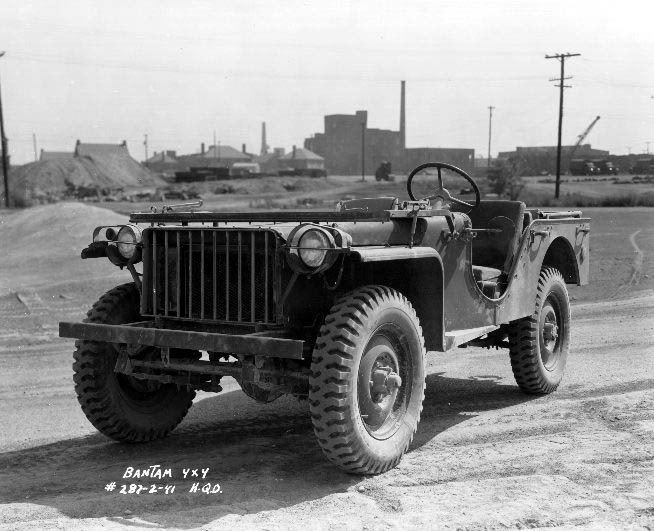
Bantam BRC-40

Bantam BRC-40 bylo americké užitkové vozidlo, které bylo prvním typem terénního užitkového automobilu, který později dostal název "džíp" (anglicky "jeep").
V třicátých letech prováděly různé země světa vývoj terénního automobilu, který by se stal všestranným vozidlem pro vojenské účely. V USA byl roku 1938 dokončen stroj tohoto typu, který vyrobila firma American Bantam, ale který se nedočkal ohlasu. Po vypuknutí války v Evropě roku 1939 se postoj amerických úřadů změnil a v červenci roku 1940 byla vyhlášena soutěž o armádní zakázku. Technické specifikace však byly následující:
- max. rychlost alespoň 88,5 km/h
- min. rychlost ne více než 5 km/h
- hloubka brodivosti 45 cm
- možnost použití sněhových řetězů
- max. váha 953 kg u pohonu na dvě kola a 987 kg u pohonu na čtyři kola
- užitečné zatížení 363 kg
- úhel světlosti předních kol 45 stupňů
- úhel světlosti zadních kol 35 stupňů

Tato omezení byla v té době velmi přísná, navíc se návrhy musely předložit do 11 dnů a po schválení musel být představen prototyp do 49 dnů, takže se do soutěže přihlásily pouze tři firmy: American Bantam, Willys-Overland a Ford Motors. Společnost American Bantam se svým vozem Bantam BRC-40 splnila sice zakázku nejdříve, ovšem nesplňovala zadanou hmotnost. Přesto jí byla přidělena státní zakázka na sedmdesát kusů. Vývoj dále pokračoval i v obou neúspěšných firmách, které se začaly předhánět v technických parametrech. Vzhledem k tomu, že Pentagon dospěl k názoru, že by stejně jedna továrna nestačila z kapacitních důvodů dodat potřebný počet automobilů, zadal každé ze tří společností zakázku na 1500 kusů. Postupem času se však ukázalo, že je třeba, aby vozy byly standardizovány a tudíž aby je vyráběl pouze jeden výrobce. Proto byla v polovině roku 1941 vyhlášena nová soutěž, při které došlo díky podobné kvalitě vozů nakonec k tomu, že rozhodujícím požadavkem se stala cena. Vyhrála ji nakonec společnost Willys-Overland, která nabídla svůj Jeep Willys MB za nejmenší cenu. V té době měla firma American Bantam zhotoveno či ve výrobě 2675 vozů, o které neměla americká armáda zájem. Tyto své vozy však firma uplatnila u spojenců USA – Velké Británie a zejména Sovětského svazu, kam je dodávala v rámci dohody o půjčce a pronájmu (program Lend-Lease). Poté byla nucena od výroby těchto vozidel ustoupit, avšak vyráběla přívěsné vozíky za Jeepy Willys MB.
Vozidlem Bantam BRC-40 se počátkem roku 1940 inspirovali konstruktéři v SSSR, které zaujaly články a fotografie v americkém odborném tisku o zkouškách prototypu tohoto vozu. Na podkladě Bantamu byl počátkem roku 1941 sestrojen první GAZ 64, který se stal základem pro novou řadu sovětských džípů.